# Mawsat al-Ándalus

Organización territorial del Califato de Córdoba, con al-Mawsat localizado sobre la antigua Bética.

Al-Mawsat era una de las tres grandes regiones interiores (nabiya) de al-Ándalus, junto con al-Garb, situada al oeste, y al-Sharq, situada en la zona oriental, en el arco mediterráneo. En algunas ocasiones, aparece denominada como al-Mawasata o al-Musata, y su denominación hace referencia a su carácter central (la del centro). 

## Situación y extensión
Con frecuencia, se sitúa la región de al-Musata en la meseta sur castellana, haciendo equivaler su denominación con ésta. Sin embargo, las referencias más fiables la identifican con el valle del Guadalquivir, los sistemas montañosos de la actual Andalucía, hasta su costa, y la zona sur de la propia meseta; es decir, lo que en su momento constituyó la Bética romana y visigoda.
Los límites de esta región, por tanto, eran: al sur, el mar Mediterráneo; al este, la región de al-Sharq, con la Cora de Tudmir como espacio limítrofe; en occidente, la región de al-Garb, con las Coras de Labla y Martulah ; al noroeste, la Marca Inferior, con la Cora de Mérida; y, finalmente, al norte, la Marca Media, con la Cora de Toledo, que era limítrofe con la de Yayyan, la cual ocupaba parte de la meseta, hasta Ruidera, según Ibn Hayyan.

## Coras que incluía
La región de al-Mawsat incluía, durante el Califato andalusí, las siguientes coras: Isbiliya, Firrish, al-Yazirat, Takoronna, Rayya, Saduna, Fahs al-Ballut, Qurtuba, Istiyya, Carmuna, Mawrur, Qabra, Yayyan, Elvira, Pechina y, en periodos de tiempo concretos, Medina Gagha, Osuna y Baza.